# インディファティガブル (帆走フリゲート)
| フランス戦列艦ドロワ・ドローム（中央）と交戦するインディファティガブル（左） | |
| 艦歴                                                                         | |
| 発注                                                                         | 1780年8月3日 |
| 建造                                                                         | ヘンリー・アダムズ造船所 （バッカース・ハード） |
| 起工                                                                         | 1781年5月 |
| 進水                                                                         | 1784年7月 |
| 就役                                                                         | 1815年 |
| 改装                                                                         | 1794年9月 - 1794年12月 |
| その後                                                                       | 1816年8月解体 |
| 性能諸元                                                                     | |
| クラス                                                                       | アーデント級戦列艦 →4等フリゲート |
| 全長                                                                         | 砲列甲板：160ft 1¼in（48.8m） 竜骨：131ft 10¾in（40.2m） |
| 全幅                                                                         | 44ft 5in（13.5m） |
| 喫水                                                                         | 19ft（5.8m） 改装後：13ft 3in（4.0m） |
| 機関                                                                         | 帆走（3本マストシップ） |
| 乗員                                                                         | 310名（改装後） |
| 兵装                                                                         | 64門： 下砲列：24ポンド(11kg)砲26門 上砲列：18ポンド(8kg)砲26門 後甲板：4ポンド(2kg)砲10門 船首楼：9ポンド(4kg)砲2門 44門： 上砲列：24ポンド(11kg)砲26門 後甲板：12ポンド(5kg)砲8門 42ポンド(19kg)カロネード4門 船首楼：12ポンド(5kg)砲2門 42ポンド(19kg)カロネード2門 |

インディファティガブル (HMS Indefatigable) は、イギリス海軍の帆走フリゲート。もともとは1761年に設計された3等級64門アーデント級戦列艦の1隻だった。
インディファティガブルは1780年8月3日に発注され、1781年5月、ハンプシャーのバッカース・ハードで起工された。進水は1784年の6月初旬で、2層甲板64門装備の3等戦列艦としての艤装はポーツマスにおいて同年7月11日から9月13日にかけて行われた。建造費は25,210ポンド4シリング5ペンス、船底の銅張りのコストも含めると36,154ポンド18シリング7ペンスであった。本艦は完成時点ですでに時代遅れとなっており、そのため本来の戦列艦としての任務にはほとんど用いられなかった。1794年9月からポーツマスで行われた"レイジー"化工事によって、本艦の上部砲甲板は取り去られ、44門の大型重装フリゲートに変身した。費用は8,764ポンドであった。

## 戦歴
インディファティガブルは、1794年12月に、サー・エドワード・ペリュー艦長の下で就役し初航海を行った。ペリューは1798年まで本艦を指揮した。
本艦はペリュー以下の各艦長の下で多くの敵艦（そのほとんどは私掠船である）を捕獲した。（後掲リスト参照）
インディファティガブルの最も有名な戦いは、1797年1月13日、パンマル岬沖で、フリゲート「アマゾン」とともにフランスの74門戦列艦「ドロワ・ドローム」に立ち向かった戦いである（1797年1月13日の海戦）。戦いは、「ドロワ・ドローム」が強風によって海岸に乗り上げて終わった。「アマゾン」もまた陸に吹き寄せられ、乗組員のほとんどは助かったものの捕虜となってしまった。インディファティガブルは、湾に乗り入れ、マストと装帆に損害を受けながらも、よくその損害を修復し、優れた操船術を示して、海岸から離れることができた。
インディファティガブルはアミアンの和約（1802年3月）によるフランスとの休戦の結果、プリマスにおいて予備役に編入された。しかし休戦は翌年には破れ、交戦状態に戻ったため、1803年7月から9月にかけて出動準備を行い、グレアム・ムーア艦長の指揮の下に再就役した。
1804年10月5日、本艦は他の3隻のフリゲート（「メドゥーサ」、「ライブリー」、「アンフィオン」）とともに、ムーア艦長が先任士官として指揮を取って、カディス港外で4隻のフリゲート（「メデイア」、「クララ」、「ファーマ」、「メルセデス」）からなるスペインの小艦隊を捕捉した。その艦隊はカリブ海からスペインに金地金を運んで来ていた。スペインはその時点では中立国だったが、いまにもナポレオン・ボナパルトと組んでイギリスに宣戦する兆候を示していた。運ばれた金はその軍資金となるはずだった。海軍本部の命令に従い、ムーアはスペイン艦隊に進路をイギリスに変更するよう求めた。スペインの先任士官はこれを拒絶したためイギリス艦隊との間で短い戦闘が行われ、スペイン艦「メルセデス」は爆沈した。残りの3隻は降伏し、プリマスまで護送された。それらに積まれていた財宝の価値は莫大であり、それが通常の捕獲賞金の規定にしたがって分配されたとしたら、ムーアと僚艦の艦長たちは一生涯暮らせる額の何倍もの金を手にしたことだろう。しかしその捕獲は、まだ宣戦される前に海軍本部の指示で行われたものであったため、捕獲賞金の対象とならず、彼らにはそれよりも低い金額が「政府の好意によって」支払われただけであった。
インディファティガブルは1815年の南米での任務を最後に退役した。解体は1816年8月に行われた。

### 主な捕獲艦
- 艦長：サー・エドワード・ペリュー
  - 44門フリゲート「ラ・ヴィルジニー」（1796年4月22日、リザード岬沖）
  - 10門ブリッグ「ル・トロワ・クールール」、16門ブリッグ「ラ・ブロンド」（1796年6月11日、ウェサン島沖）
  - 12門私掠船（スクーナー）「ラ・ルヴァンシュ」（1796年10月2日、ブレスト沖）
  - 8門私掠船「ル・バスク」（1798年4月30日）
  - 16門私掠船「ラ・ヌーヴェル・ウージェニー」（1797年5月11日）
  - 24門私掠船「ル・ヒエヌ」（1797年10月14日、テネリフ沖。拿捕されたイギリス軍艦「ハイエナ」の奪還）
  - 12門私掠船「ル・ヴァンジュール」（1798年1月4日）
  - 8門私掠船「ランコンスヴァーブル」（1798年1月16日）
  - 22門私掠船「ルールーズ・ヌーヴェル」（1798年1月28日）
  - 16門私掠船「ルールー」（1798年8月5日、バイヨン沖）
  - 20門私掠船「ラ・ヴァイヤン」（1798年8月7日）
  - 16門私掠船「ラ・ミネルヴ」（1798年12月31日、ウェサン島沖）
- 艦長：ヘンリー・カーズン
  - 14門私掠船「ラ・ヴェニュス」（1799年5月31日）
  - 14門私掠船「ル・ヴァンジュール」（1799年6月）
  - 28門フリゲート「ラ・ヴェニュス」（1800年10月28日、ポルトガル沿岸、「フィスガード」と共同）
- 艦長：ジョン・ロッド
  - 36門フリゲート「ル・セザール」（1806年7月15日、ジロンド川河口）
  - 14門私掠船「ラ・ディアーヌ」（1808年7月31日、ジロンド川河口）
  - 3門艦「ラ・クラリッセ」（1809年1月14日、イギリス海峡）

## 物語に登場するインディファティガブル
- ペリュー指揮下の「インディファティガブル」は、C・S・フォレスターの小説の主人公、ホレイショ・ホーンブロワーが士官候補生時代の大半を過した船として選ばれた。
- 上述のスペインの小艦隊拿捕の事件（1804年10月）はC・S・フォレスターの小説「ホーンブロワーシリーズ」の第3巻『砲艦ホットスパー』において言及され、主人公ホーンブロワーが少壮の海尉艦長時代に関与した重大事件として書かれている。また、この事件はパトリック・オブライアンの小説「オーブリー&マチュリンシリーズ」の第2巻『勅任艦長への航海』にも登場し、そこでは主人公オーブリーが一時的にフリゲート「ライブリー」の指揮を執っていたことになっている。この事件はまた、アレクサンダー・ケントの小説にも登場する。